# Aiulf II
Aiulf II of Ajo II was prins van Benevento van 884 tot 891. Aiulf II was de zoon van Adelchis en de broer van Radelchis II en koningin Ageltrude van Italië.
Integenstelling met zijn vader en zijn broer, die een pro-Byzantijnse houding aannamen, probeerde Aiulf een onafhankelijk koers te varen. Hij zette zijn broer Radelchis in 884 af en probeerde de opmars van de Byzantijnen tegen te houden.
Hij werd opgevolgd door zijn zoon Orso, die kort nadien het vorstendom zag opgeslorpt worden door het Byzantijnse thema Longobardia.